# Emił Welew
Emił Welew (bułg. Емил Велев; ur. 5 lutego 1962) – bułgarski piłkarz grający na pozycji obrońcy, oraz trener piłkarski.

## Kariera piłkarska
Jest wychowankiem Lewskiego Sofia. W pierwszej drużynie tego klubu zadebiutował w wieku dziewiętnastu lat, a w ciągu kolejnych ośmiu zdobył z nim trzy tytuły mistrza kraju, dwa Puchary Bułgarii oraz raz – w sezonie 1986–1987 – dotarł do ćwierćfinału Pucharu Zdobywców Pucharów.
Po upadku komunizmu wyjechał za granicę, do Izraela, gdzie występował przez pięć lat. Był zawodnikiem klubów drugoligowych (Hapoel Ramat Gan, Maccabi Ironi Aszdod i Maccabi Jafa); z tym drugim w sezonie 1992–1993 wywalczył awans do ekstraklasy. Piłkarską karierę zakończył w barwach Lewskiego w wieku trzydziestu czterech lat. Mimo ponad dwustu meczów rozegranych w zespole ze stolicy, ani razu nie wystąpił w reprezentacji Bułgarii

## Kariera szkoleniowa
Pracę szkoleniową rozpoczął w 2002, kiedy dołączył do sztabu trenerskiego Lewskiego Sofia. Obok Canko Cwetanowa był najbliższym współpracownikiem Stanimira Stoiłowa w latach 2004–2008, czyli wówczas, gdy klub wywalczył dwa tytuły mistrza kraju, dotarł do ćwierćfinału Pucharu UEFA i jako pierwsza drużyna z Bułgarii – awansował do Ligi Mistrzów. 

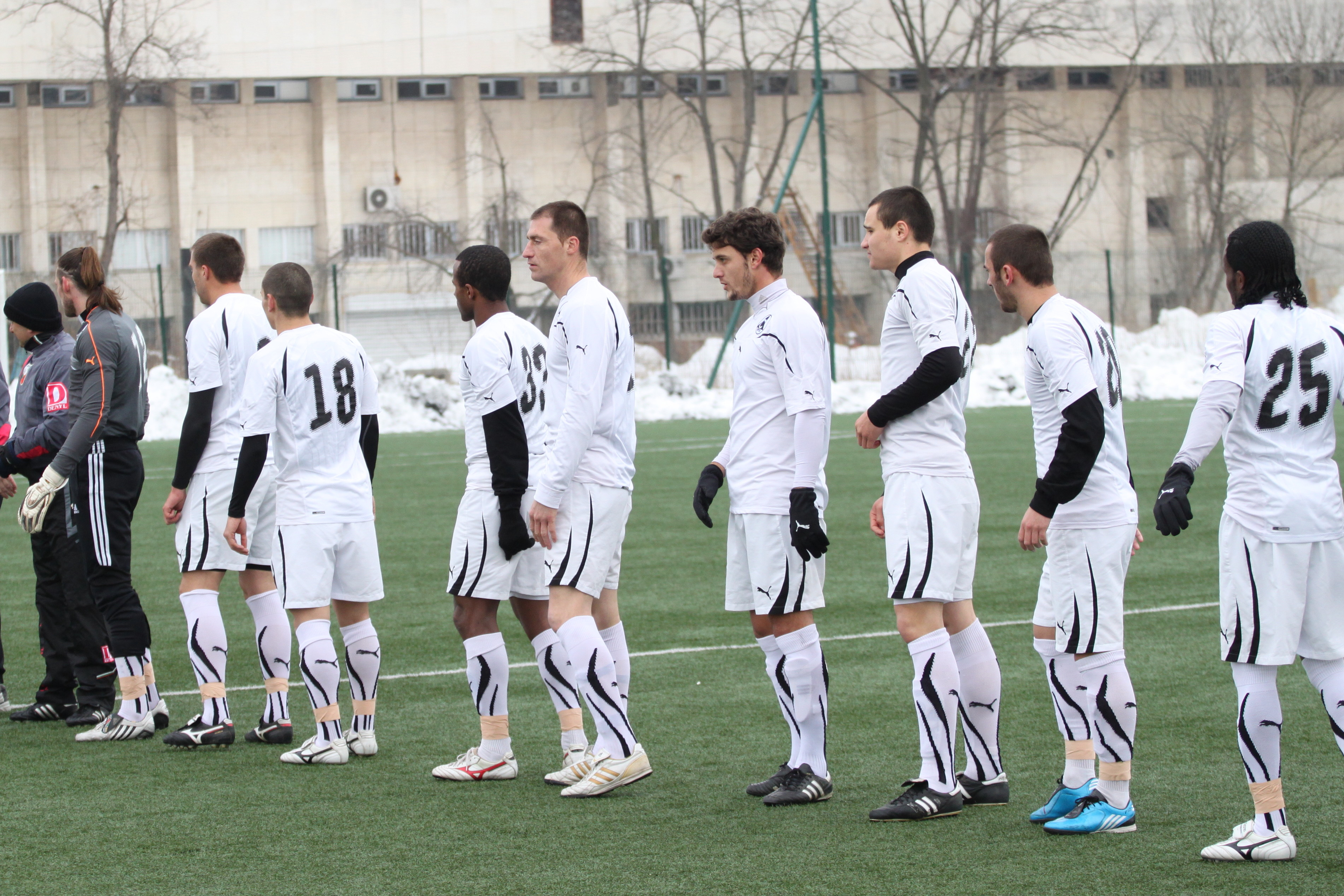
Sławia Sofia w sezonie 2010–2011

W sierpniu 2008 po tym, jak drużyna prowadzona przez następcę Stoiłowa Welisława Wucowa przegrała w eliminacjach do Ligi Mistrzów z białoruskim BATE Borysów, Welew został nowym szkoleniowcem Lewskiego. W pierwszym sezonie swojej pracy, rozpoczętym od ligowego zwycięstwa 6:0 nad Botewem Płowdiw, zdobył mistrzostwo kraju. Dzięki temu na koniec rozgrywek 2008–2009 otrzymał nagrodę dla najlepszego szkoleniowca w Bułgarii.
23 lipca 2009, niedługo po tym, jak Lewski wygrał 9:0 z UE Sant Julià w drugiej rundzie Ligi Mistrzów, Welew otrzymał wymówienie. Szefowie Lewskiego nie podali przyczyn zwolnienia.
Od maja 2010 był trenerem innego stołecznego klubu, Slawii. Zastąpił na tym stanowisku Welisława Wucowa, od którego dwa lata wcześniej przejął Lewskiego. W pierwszym sezonie swojej pracy doprowadził Slawię do – pierwszego od 1996 – finału Pucharu Bułgarii. Trofeum jednak ostatecznie trafiło do CSKA Sofia, które wygrało 1:0 z podopiecznymi Welewa. Ta porażka oraz słaby wynik w lidze (jedenastce miejsce) sprawiły, że na koniec sezonu 2010–2011 trener został zdymisjonowany.
Od listopada 2011 jest trenerem Łokomotiwu Płowdiw.

## Sukcesy
| Kariera piłkarska - Lewski Sofia: - mistrzostwo Bułgarii 1984, 1985 i 1988 - Puchar Bułgarii 1982 i 1984 - ćwierćfinał Pucharu Zdobywców Pucharów 1986–1987 - Maccabi Ironi Aszdod: - awans do ekstraklasy izraelskiej w sezonie 1992–1993 | Kariera szkoleniowa - Lewski Sofia: - mistrzostwo Bułgarii 2009 - Sławia Sofia: - finał Pucharu Bułgarii 2011 |